# Astragalus geocyamus
Astragalus geocyamus es una especie de planta del género Astragalus, de la familia de las leguminosas, orden Fabales.

## Distribución
Astragalus geocyamus se distribuye por Turquía.

## Taxonomía
Fue descrita científicamente por Boiss. Fue publicada en Fl. Orient. 2: 474 (1872).